# Komsomolski (Adiguesia)
Komsomolski (del ruso: Комсомольский) es un pueblo (posiólok) del raión de Koshejabl en la república de Adiguesia de Rusia. Está situado 6,5 km al oeste de Koshejabl y 41 km al nordeste de Maikop, la capital de la república. Tenía 169 habitantes en 2010
Pertenece al municipio Dmítriyevskoye.